# Sveta Marija na Krasu (miasto Umag)
Sveta Marija na Krasu (wł. Madonna del Carso) – wieś w Chorwacji, w żupanii istryjskiej, w mieście Umag. W 2011 roku liczyła 341 mieszkańców.